# گووخوو (استان اشوی‌داشکسیه)
گووخوو (به لهستانی: Głuchów) یک منطقهٔ مسکونی در لهستان است که در گمینا کاژمیژا ویلکا واقع شده‌است.